# Shorttrack-Europameisterschaften 2005
Die Shorttrack-Europameisterschaften 2005 waren die 9. Auflage der Shorttrack-Europameisterschaften und fanden vom 14. Januar bis zum 16. Januar 2005 in Turin statt. Nach Bormio im Jahr 2000 war Italien damit zum zweiten Mal Ausrichter der kontinentalen Titelkämpfe. Insgesamt wurden vier Europameistertitel vergeben, jeweils einer im Mehrkampf und in der Staffel bei Frauen und Männern. Ausrichter war die Internationale Eislaufunion (ISU).
Im Mehrkampf setzte sich bei den Frauen erstmals Tatjana Borodulina durch und unterbrach damit die Siegesserie von Ewgenija Radanowa, die Zweite wurde. Bei den Männern gewann Fabio Carta seinen insgesamt siebten Mehrkampf-Titel. Zweiter wurde Arian Nachbar, der die erste deutsche Mehrkampf-Medaille bei Europameisterschaften gewann. In den Staffelwettbewerben gewann bei den Frauen das russische Team vor Frankreich und Deutschland, bei den Männern siegte das deutsche Quartett vor den Staffeln aus der Niederlande und der Ukraine.

## Teilnehmende Nationen
Insgesamt nahmen 131 Athleten aus 24 Ländern an den Europameisterschaften teil, darunter 78 Männer und 53 Frauen.
| Teilnehmende Nationen (Frauen/Männer)                                                         | Teilnehmende Nationen (Frauen/Männer)                                                       | Teilnehmende Nationen (Frauen/Männer)                                                       | Teilnehmende Nationen (Frauen/Männer)                                                    |
| --------------------------------------------------------------------------------------------- | ------------------------------------------------------------------------------------------- | ------------------------------------------------------------------------------------------- | ---------------------------------------------------------------------------------------- |
| Belarus (2/2) Belgien (1/5) Bulgarien (5/5) Dänemark (0/1) Deutschland (5/5) Frankreich (5/5) | Großbritannien (2/5) Israel (1/1) Italien (5/5) Kroatien (0/2) Lettland (2/1) Litauen (0/1) | Niederlande (5/5) Österreich (1/1) Polen (5/5) Rumänien (2/5) Russland (5/5) Schweden (1/1) | Schweiz (0/2) Slowakei (1/5) Slowenien (2/0) Tschechien (1/1) Ukraine (0/5) Ungarn (2/5) |

## Zeitplan
Der Zeitplan war parallel für Frauen und Männer wie folgt gestaltet.
Freitag, 14. Januar 2005
- 1500 m: Vorlauf, Halbfinale, Finale
- Staffel: Vorlauf

Samstag, 15. Januar 2005
- 500 m: Vorlauf, Viertelfinale, Halbfinale, Finale
- Staffel: Halbfinale

Sonntag, 16. Januar 2005
- 1000 m: Vorlauf, Halbfinale, Finale
- 3000 m: Superfinale
- Staffel: Finale

## Ergebnisse

### Frauen

#### Mehrkampf
- In den Spalten 500 m, 1000 m, 1500 m und 3000 m ist erst angegeben, welche Platzierung der Athlet erreichte, dahinter in Klammern, wie viele Punkte er dafür erhielt.
- Jeder Athlet, der in ein Finale gekommen ist, erhält dort für seine Platzierung Punkte, von 34 Punkten für den ersten Platz geht es bis zu einem Punkt für den achten Platz. Tritt ein Athlet nicht an (DNS), wird er disqualifiziert (DSQ) oder erreicht er nicht das Ziel (DNF), bekommt er keine Punkte für den Allround-Wettbewerb.

| Rang | Name                      | Punkte | 500 m   | 1000 m  | 1500 m | 3000 m |
| ---- | ------------------------- | ------ | ------- | ------- | ------ | ------ |
| 1.   | Tatjana Borodulina        | 89     | 1 (34)  | 2 (21)  | 17 (0) | 1 (34) |
| 2.   | Ewgenija Radanowa         | 89     | 3 (13)  | 1 (34)  | 1 (34) | 4 (8)  |
| 3.   | Marta Capurso             | 52     | 2 (21)  | 4 (8)   | 2 (21) | 7 (2)  |
| 4.   | Stéphanie Bouvier         | 26     | 13 (0)  | 7 (0)   | 5 (5)  | 2 (21) |
| 5.   | Nina Jewtejewa            | 26     | 5 (0)   | 5 (0)   | 3 (13) | 3 (13) |
| 6.   | Yvonne Kunze              | 16     | 6 (0)   | 3 (13)  | 18 (0) | 6 (3)  |
| 7.   | Aika Klein                | 13     | DSQ (0) | 6 (0)   | 4 (8)  | 5 (5)  |
| 8.   | Marina Georgiewa-Nikolowa | 9      | 4 (8)   | DSQ (0) | 19 (0) | 8 (1)  |

#### Einzelstrecken
500 Meter
| Rang | Name                      | Zeit     |
| ---- | ------------------------- | -------- |
| 1.   | Tatjana Borodulina        | 45,840 s |
| 2.   | Marta Capurso             | 45,885 s |
| 3.   | Ewgenija Radanowa         | 45,946 s |
| 4.   | Marina Georgiewa-Nikolowa | 46,034 s |

Datum: 15. Januar 2005
1000 Meter
| Rang | Name               | Zeit         |
| ---- | ------------------ | ------------ |
| 1.   | Ewgenija Radanowa  | 1:39,273 min |
| 2.   | Tatjana Borodulina | 1:39,332 min |
| 3.   | Yvonne Kunze       | 1:39,485 min |
| 4.   | Marta Capurso      | 2:38,950 min |

Datum: 16. Januar 2005
1500 Meter
| Rang | Name              | Zeit         |
| ---- | ----------------- | ------------ |
| 1.   | Ewgenija Radanowa | 2:26,542 min |
| 2.   | Marta Capurso     | 2:26,685 min |
| 3.   | Nina Jewtejewa    | 2:27,042 min |
| 4.   | Aika Klein        | 2:27,101 min |
| 5.   | Stéphanie Bouvier | 2:27,173 min |
| 6.   | Christin Priebst  | 2:27,712 min |
| 7.   | Veronika Windisch | 2:27,792 min |
| 8.   | Kateřina Novotná  | 2:27,816 min |

Datum: 14. Januar 2005
3000 Meter Superfinale
| Rang | Name                      | Zeit         |
| ---- | ------------------------- | ------------ |
| 1.   | Tatjana Borodulina        | 5:56,036 min |
| 2.   | Stéphanie Bouvier         | 5:56,080 min |
| 3.   | Nina Jewtejewa            | 5:56,115 min |
| 4.   | Ewgenija Radanowa         | 5:56,166 min |
| 5.   | Aika Klein                | 5:56,349 min |
| 6.   | Yvonne Kunze              | 5:56,549 min |
| 7.   | Marta Capurso             | 5:56,697 min |
| 8.   | Marina Georgiewa-Nikolowa | 5:57,178 min |

Datum: 16. Januar 2005

#### Staffel
| Rang | Name                                                                           | Zeit         |
| ---- | ------------------------------------------------------------------------------ | ------------ |
| 1.   | RusslandJelisaweta Iwljewa Nina Jewtejewa Tatjana Borodulina Marina Tretjakowa | 4:26,415 min |
| 2.   | FrankreichCéline Lecompère Myrtille Gollin Stéphanie Bouvier Choi Min-kyung    | 4:28,293 min |
| 3.   | DeutschlandChristin Priebst Aika Klein Yvonne Kunze Tina Grassow               | 4:34,510 min |
| 4.   | ItalienKatia Zini Catia Borrello Mara Zini Marta Capurso                       | 4:39,446 min |

Datum: 14. bis 16. Januar 2005

### Männer

#### Mehrkampf
- In den Spalten 500 m, 1000 m, 1500 m und 3000 m ist erst angegeben, welche Platzierung der Athlet erreichte, dahinter in Klammern, wie viele Punkte er dafür erhielt.
- Jeder Athlet, der in ein Finale gekommen ist, erhält dort für seine Platzierung Punkte, von 34 Punkten für den ersten Platz geht es bis zu einem Punkt für den achten Platz. Tritt ein Athlet nicht an (DNS), wird er disqualifiziert (DSQ) oder erreicht er nicht das Ziel (DNF), bekommt er keine Punkte für den Allround-Wettbewerb.

| Rang | Name                | Punkte | 500 m   | 1000 m | 1500 m  | 3000 m |
| ---- | ------------------- | ------ | ------- | ------ | ------- | ------ |
| 1.   | Fabio Carta         | 76     | 1 (34)  | 4 (8)  | 2 (21)  | 3 (13) |
| 2.   | Arian Nachbar       | 73     | 2 (21)  | 3 (13) | 1 (34)  | 5 (5)  |
| 3.   | Nicola Franceschina | 55     | 16 (0)  | 1 (34) | 3 (13)  | 4 (8)  |
| 4.   | Pieter Gysel        | 39     | 5 (0)   | 11 (0) | 5 (5)   | 1 (34) |
| 5.   | Sebastian Praus     | 29     | 4 (0)   | 7 (0)  | 4 (8)   | 2 (21) |
| 6.   | Cees Juffermans     | 22     | DNF (0) | 2 (21) | DSQ (0) | 8 (1)  |
| 7.   | Michail Raschin     | 16     | 3 (13)  | 40 (0) | 23 (0)  | 6 (3)  |
| 8.   | Péter Darázs        | 5      | 6 (0)   | 8 (0)  | 6 (3)   | 7 (2)  |

#### Einzelstrecken
500 Meter
| Rang | Name            | Zeit     |
| ---- | --------------- | -------- |
| 1.   | Fabio Carta     | 43,010 s |
| 2.   | Arian Nachbar   | 43,103 s |
| 3.   | Michail Raschin | 45,186 s |
|      | Sebastian Praus | DSQ      |

Datum: 15. Januar 2005
1000 Meter
| Rang | Name                | Zeit         |
| ---- | ------------------- | ------------ |
| 1.   | Nicola Franceschina | 1:33,751 min |
| 2.   | Cees Juffermans     | 1:33,809 min |
| 3.   | Arian Nachbar       | 1:33,892 min |
| 4.   | Fabio Carta         | 1:33,985 min |

Datum: 16. Januar 2005
1500 Meter
| Rang | Name                | Zeit         |
| ---- | ------------------- | ------------ |
| 1.   | Arian Nachbar       | 2:22,210 min |
| 2.   | Fabio Carta         | 2:22,243 min |
| 3.   | Nicola Franceschina | 2:22,485 min |
| 4.   | Sebastian Praus     | 2:22,535 min |
| 5.   | Pieter Gysel        | 2:22,856 min |
| 6.   | Péter Darázs        | 2:23,279 min |

Datum: 14. Januar 2005
3000 Meter Superfinale
| Rang | Name                | Zeit         |
| ---- | ------------------- | ------------ |
| 1.   | Pieter Gysel        | 5:06,515 min |
| 2.   | Sebastian Praus     | 5:06,583 min |
| 3.   | Fabio Carta         | 5:15,640 min |
| 4.   | Nicola Franceschina | 5:16,499 min |
| 5.   | Arian Nachbar       | 5:17,976 min |
| 6.   | Michail Raschin     | 5:30,062 min |
| 7.   | Péter Darázs        | 5:43,138 min |
| 8.   | Cees Juffermans     | 5:51,897 min |

Datum: 16. Januar 2005

#### Staffel
| Rang | Name                                                                              | Zeit         |
| ---- | --------------------------------------------------------------------------------- | ------------ |
| 1.   | DeutschlandSebastian Praus Thomas Bauer André Hartwig Arian Nachbar               | 7:07,874 min |
| 2.   | NiederlandeCees Juffermans Dave Versteeg Niels Kerstholt Thomas Mogendorff        | 7:13,490 min |
| 3.   | UkraineWolodymyr Tschernega Wolodymyr Hryhorjew Jewgen Jakowlew Michaylo Serheyko | 7:15,877 min |
|      | ItalienFabio Carta Nicola Franceschina Roberto Serra Denis Bellotti               | DSQ          |

Datum: 14. bis 16. Januar 2005

## Medaillenspiegel
| Platz  | Land        | Gold | Silber | Bronze | Gesamt |
| ------ | ----------- | ---- | ------ | ------ | ------ |
| 1      | Russland    | 2    | –      | –      | 2      |
| 2      | Deutschland | 1    | 1      | 1      | 3      |
| 3      | Italien     | 1    | –      | 2      | 3      |
| 4      | Bulgarien   | –    | 1      | –      | 1      |
| 4      | Frankreich  | –    | 1      | –      | 1      |
| 4      | Niederlande | –    | 1      | –      | 1      |
| 7      | Ukraine     | –    | –      | 1      | 1      |
| Gesamt | Gesamt      | 4    | 4      | 4      | 12     |